# Hylaeus abjunctus
Hylaeus abjunctus är en biart som beskrevs av Cockerell 1936. Hylaeus abjunctus ingår i släktet citronbin, och familjen korttungebin. Inga underarter finns listade i Catalogue of Life.